# William C. Rodgers
William C. Rodgers (auch bekannt unter dem Pseudonym Avalon, * 1965; † 21. Dezember 2005 in Flagstaff) war ein US-amerikanischer Buchhändler und Öko-Aktivist. 

## Leben
Er wuchs in Upstate New York auf. Mitte der 1980er Jahre schrieb er sich an einem College in Rochester für ein Programm des Reserve Officer Training Corps ein, verließ das Training aber nach einigen Monaten. Anschließend besuchte Rodgers das Prescott College in Prescott, Arizona. Dort intensivierte sich sein Interesse am Aktivismus und der Umweltschutz-Bürgerbeteiligung und er beteiligte sich an Aktionen von Earth First! in Idaho und anderen westlichen US-Bundesstaaten. Zusammen mit seiner Lebensgefährtin Katie Rose Nelson gründete er 2003 in Prescott den Catalyst Infoshop and Bookstore. Dieser war hauptsächlich ein Zentrum für die Verbreitung von Informationen und die Erarbeitung von und Auseinandersetzung mit Themen rund um den Umwelt-, Natur- und Tierschutz. In dem sozialen Treffpunkt wurden aber auch eine Vielzahl von Gemeindeveranstaltungen organisiert, beispielsweise ein Highschool-Mädchenclub, Strickkurse, philosophische Diskussionsgruppen und Kurse zum nachhaltigen Leben. Zudem traten zahlreiche Künstler auf.  
Am 7. Dezember 2005 wurde Rodgers zusammen mit fünf Mitstreitern im Rahmen der FBI-Operation „Backfire“  verhaftet. Die Ermittler warfen ihm vor, in die Brandstiftung am National Wildlife Research Center in Olympia, Washington, im Juni 1998 verwickelt gewesen zu sein, die der Earth Liberation Front (ELF) angelastet wird. Darüber hinaus hätte er an einem konspirativen Treffen der ELF im westlichen Colorado teilgenommen, auf dem der Brandanschlag auf ein Skiressort in Vail, Colorado, geplant worden sein soll. Das FBI warf ihm vor, er sei ein krimineller Vordenker und Drahtzieher sowie der anonyme Autor der Schrift Setting Fire with Electrical Timers, an Earth Liberation Front Guide. Dieses Papier erklärt detailgetreu die Konstruktion einer unkonventionellen Spreng- und Brandvorrichtung, die als „cat’s cradle“ bekannt ist. Laut eigenen Angaben waren die Behörden, nachdem dieser Ratgeber veröffentlicht und in Umlauf gebracht worden war, nicht mehr in der Lage, mit Sicherheit zu beurteilen, welche Brandanschläge der ELF-Zelle um Rodgers angelastet werden könnten und in welche nicht.
Am 21. Dezember 2005 beging Roders in seiner Gefängniszelle Suizid, indem er sich eine Plastiktüte über den Kopf zog. Seinen Abschiedsbrief schickte er an zahlreiche Freunde:
„To my friends and supporters to help them make sense of all these events that have happened so quickly: Certain human cultures have been waging war against the Earth for millennia. I chose to fight on the side of bears, mountain lions, skunks, bats, saguaros, cliff rose and all things wild. I am just the most recent casualty in that war. But tonight I have made a jail break – I am returning home, to the Earth, to the place of my origins. Bill, 12/21/05 (the winter solstice.)“
„I have not departed. I have merely changed form. With or without me, the resistance grows stronger everyday.“
Rodgers hatte auch nach seinem Tod anhaltenden Einfluss in der Szene und auf verschiedene anarchistische und militant-ökologische Bewegungen. Mehrere Aktionen wurden postum in seinem Namen verübt – etwa der Diebstahl von 28 Beagle-Welpen aus der Facultad de Veterinaria der Autonomen Universität Madrid durch die Animal Liberation Front sowie die Brandstiftung auf einer Hausbaustelle in Guelph, Ontario, im Januar 2006.